# Mientje Vrijdag
Hermina "Mientje" ter Haar-Vrijdag (Rijssen, 11 januari 1884 – aldaar, 27 juli 1943) was een bekend figuur uit het verleden van Rijssen en in bevindelijk gereformeerde kringen.

## Levensloop
Mientje Vrijdag verkreeg haar bekendheid door haar brieven aan zielsvrienden die later in boekvorm zijn uitgegeven. Op 19 juli 1913 trad Mientje in het huwelijk met Jan ter Haar wat werd bevestigd door ds. B. van Neerbos, predikant van de Gereformeerde Gemeente te Rijssen-Esch (Eskerk). Mientje Vrijdag had een uitgebreide briefwisseling met verschillende predikanten en andere personen door het hele land, waaronder Jannetje van de Muurhuizen. 
Mientje Vrijdag is op 27 juli 1943 overleden en begraven door de predikanten ds. J. Fraanje en ds. M. Heikoop, respectievelijk predikanten van de Gereformeerde Gemeenten te Barneveld en Utrecht. 
Ouderling B. Roest van de Gereformeerde Gemeente te Scherpenzeel, publiceerde in 1977 het boek Het leven en sterven van Mientje Vrijdag. Het boek is hoofdzakelijk gevuld met brieven van Mientje Vrijdag en werd in 2004 voor de 8e keer herdrukt.

## Context
Mientje Vrijdag bewoog zich binnen het gezelschapsleven aan het begin van de twintigste eeuw waarin het normaal was dat 'geestelijke ervaringen' met elkaar werden gedeeld. Deze ervaringen vonden plaats bijvoorbeeld na het lezen van de Bijbel of na het beluisteren van een preek. Het delen van deze ervaringen deed men ook door middel van brieven. De uitgave van levensgeschiedenissen met bijzondere bekeringen en ervaringen is een fenomeen dat al geruime tijd voor kwam met name sinds de tijd van de Afscheiding van 1834 (de bloeitijd van het gezelschapsleven). In de laatste decennia van de twintigste eeuw kwam er steeds meer belangstelling voor de levensgeschiedenissen en brieven van personen uit het gezelschapsleven uit de eerste helft van de twintigste eeuw alsmede biografieën van predikanten uit deze periode met een stichtelijk accent. In een periode waarin steeds meer mensen een hoge opleiding genoten had het eenvoudige en ongekunstelde geestelijke leven een bepaalde aantrekkingskracht. Sommige personen kregen tijdens hun leven reeds een bepaalde landelijke bekendheid. Op hun begrafenissen kwamen soms duizenden mensen. Hiermee werd echter direct een nieuw gevaar gecreëerd dat bepaalde mensen of bekeringen als model voor anderen gingen fungeren.